# Svandís Dóra Einarsdóttir
Svandís Dóra Einarsdóttir (* 5. Juni 1984 in Island) ist eine isländische Schauspielerin.

## Biografie
Svandís Dóra Einarsdóttir wurde am 5. Juni 1984 in Island geboren. Sie studierte an der Kunstakademie Islands. Ihr Debüt gab sie 2010 in dem Kurzfilm Listinn. Anschließend war sie 2013 in dem Film Von Menschen und Pferden zu sehen. 2016 bekam Svandís Dóra in dem Film Fyrir framan annað fólk eine Nebenrolle. Für diese Rolle wurde sie 2017 bei den Edda Awards als beste Nebendarstellerin nominiert. Unter anderem trat Svandís Dóra Einarsdóttir auch 2021 in der Fernsehserie Trapped – Gefangen in Island auf. 2023 spielte sie in der Serie Afturelding die Hauptrolle.
Sie ist mit Sigtryggur Magnason verheiratet.

## Filmografie
Filme
- 2010: Listinn
- 2011: Kurteist fólk
- 2013: Von Menschen und Pferden
- 2014: Harry & Heimir: Morð eru til alls fyrst
- 2016: Fyrir framan annað fólk
- 2019: Þorsti
- 2022: Summerlight... and Then Comes the Night
- 2022: April Skies

Serien
- 2014: Lava
- 2016: Borgarstjórinn
- 2017: Loforð
- 2017: Hversdagsreglur
- 2021: Trapped – Gefangen in Island
- 2023: Afturelding (Fernsehserie, 8 Episoden)